# 빠이강

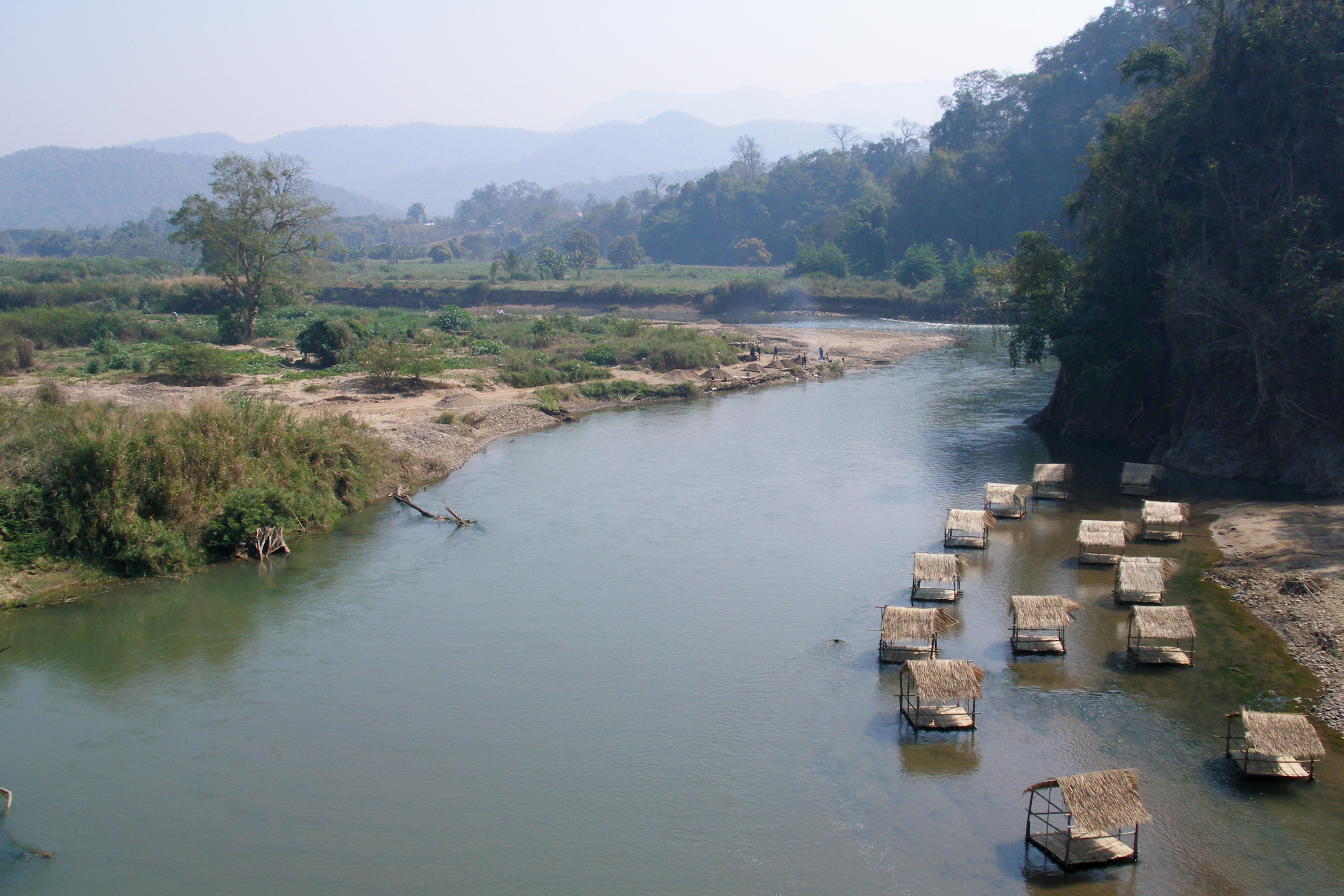
태국 매홍손 근처의 빠이강

빠이강(태국어: แม่น้ำปายို့)은 태국 매홍손주의 빠이군의 산지에서 발원한다. 강은 매홍손군으로 흘러든다. 강은 미얀마 꺼야주에서 땅륀강으로 흘러 든다. 총 길이는 180 km이다. 미얀마와의 국경 근처에 위치하는 빠이강에는 몇몇 래프팅 장소가 있다. 빠이강 주변은 빽빽한 정글이고 조용한 강둑을 따라 많은 캠프를 고를 수 있다.